# 六四事件中的長沙市
1989年春夏之交，中华人民共和国爆发全国性抗议运动，史称六四事件或八九民运，中国官方称1989年春夏之交的政治风波。期间作為湖南省省會，長沙爆發了全省最大規模的遊行示威，亦有包括絕食、罢课、集会及其他政治表达行为。这些活动多由学生、工人主导，也包含市民等群体发起，与全国范围内的抗议相呼应。
4月22日长沙爆发的骚乱，造成示威者冲入湖南省政府机关，使中国当局印象深刻，一定程度上催生了四二六社论的产生。在北京六四清场之后，長沙的示威仍然持续了一段时间。湖南是全国各省因八九民运被捕人数最多的省份之一，當中長沙的示威者佔較大比例。

## 4月
胡耀邦去世后，湖南师范大学、国防科技大学、中南工业大学等校学生连日以各种形式悼念。4月16日，一些高校出現標語、輓聯及大小字報。4月18日，长沙几大高校学生走上街头，高举“悼念耀邦、查明真相”的横幅，从河西高校区出发，越过湘江大桥，沿途不断有市民加入进来，到达湖南省政府时，已达万余人。4月19日，各高校貼出了許多輓聯、詩詞、大小字報。上海世界经济导报事件之后，该报收到来自湖南的声援电报、信件等。
4月22日，当天收看完胡耀邦追悼会转播后，湖南大學、師範大學、铁道学院等学校的数千名学生走上长沙街头游行到湖南省政府前示威，表达对胡耀邦的哀悼及对其改革政策的支持和怀念，并要求与湖南省政府对话，游行到下午四点左右才陆续解散。同日有一批胡耀邦的家鄉瀏陽县的师生數百人乘車抵達長沙，举着花圈、鸣放鞭炮上街。当天为周末，许多市民参与围观或加入游行队伍。
据长沙高自联常委唐柏桥回忆，“一些情绪激昂的青年砸了五一路两旁的数十家商场，趁机发泄对政府的不满。少数无耻之徒抢得一些财物后迅速逃离现场”。据当时中南工業大學研究生會主席盧四清回忆，22日晚前往冲击湖南省政府的人遭公安阻止。随后，在场的長沙大學生也加入鄉民的行列，衝撞湖南省政府。當時的公安對大學生有顧忌，不敢阻止，以致全部人衝進省政府。湖南省委主要負責人也在場。公安局報告則指有游行队伍进入省政府大院，六间办公室及一间会议室的门和玻璃被砸坏，經過交流後学生撤出省府大院。
唐柏桥指示威者後來受到成功衝進省政府的刺激，開始在街上發洩不滿，破壞商店。长沙市整个五一路口人山人海聚集了上万人，有示威者呼叫“要自由!要民主!”、“打倒官倒!”等口号，“秩序相当混乱”。警察与游行的学生和市民发生冲突。先有两辆警车被青年市民推翻，从五一广场至火车站，沿街很多商场和公用设施遭到冲击和捣毁。公安局則指暴力示威者砸坏一辆汽车，广场报刊零售服务部的门，执勤的民警被追打。有人到广场东面的新华削面馆，砸烂大门，冲进店堂，捣毀门窗玻璃、柜台和桌椅，附近一些商店的门窗也被砸坏。晚上九时，又有人围攻殴打公安，冲砸五一路、黄兴路沿线的商店。黄兴北路雅丽精品商店被歹徒砸开大门，店内价值八万余元的货物和三千余元的货款被洗劫，柜台全部被砸坏；省五金交化商店的一辆伏尔加小轿车在五一路被掀翻。深夜，繼續有人冲进蝴蝶大厦商场抢劫财物，值班保安队员被打伤。還有人冲到长沙火车站候车大厅，砸烂走廊上的商店、柜台，抢走财物。
長沙市公安机关出动了400余名干警（其中武警200名）赶到五一路、黄兴路。当晚湖南省政府的紧急报告称凌晨“公安干警和武警官兵赶到现场，并将96名参与打砸抢商店的人带离现场审查，其中有三名大学生”。而据《人民日报》报导，事件中有98人被捕，其中有工人32人，进城务工的农民26人，个体户6人，社会闲散人员28人，学生6人（其中中学生5人、中专生1人）。公安局則指有38家商店被砸，大量财物被抢，一辆汽车被砸坏，二辆被劫走。25名公安被打伤（其中重伤一人）。當局公佈的財務損失為約數十萬元。
长沙高自联常委唐柏桥认为湖南政府在混乱发生时未及时采取行动，仅在事态平息后才大规模出动警力，逮捕了包括围观者在内的多人。地方政府提交的两个报告存在矛盾（一说被捕者没有大学生，一说有），并且有人指湖南政府事后释放被捕大学生，但又要求其否认曾经被捕，因此唐怀疑地方政府或中央政府可能出于政治目的歪曲事实，以支持将学生运动定性为动乱的官方叙事。亦有参与者指骚乱是“积压了几十年的民怨”的倾泻，部分被捕学生并非暴力行为的实行者，而是试图阻止暴力的人。多数被捕者（包括全部学生）很快被释放，约六名被捕者（青年）在不到一个月的时间里被判以重刑。
骚乱后的4月23日，由警察和武警組成的摩托車隊在主要街道巡邏,宣傳車则不斷廣播市政府的《緊急通告》。当天长沙大小商店正常營業。4月24日晚至25日凌晨，湖南大学、湖南师范大学、中南工业大学上千名學生拿花圈遊行到湖南省政府,要求湖南省長、省委書記接見,對北京學生的七條要求表明態度。學生於次日凌晨返校。當天，中南工業大學出現大字報說:「解放後的四十年是腐敗的四十年」,「要成立新政黨代替中共統治」。湖南師大甚至出現「打倒鄧小平」的標語。
4月25日，大部分学校开始罢课，有些学生上北京，长沙学生聚集在省政府门前的空坪上，进行绝食抗议，声援北京学生，要求公安部门释放4月23日被捕的工人代表李枧。参加绝食的有中南工业大学的范曾和卢四清等。绝食断断续续到5月21日。在此期间，约有36名学生因身体不能支撑被送往省第一医院和铁路医院抢救。当晚，中南工业大学七个系的学生会主席在21时准备开会，要采取行动声援北京学生，进一步扩大事态，被学校有关部门制止。
4月26日，人民日报发表社论，认为“必须旗帜鲜明地反对动乱”，当中特别提到22日长沙的骚乱，指“长沙发生了一些不法分子打、砸、抢、 烧的严重事件”。有湖南民运人士后来认为长沙22日的骚乱对邓小平决定强硬应对学运有导火线作用，“歷史是偶然的還是必然的？如果省委主要負責人立即採取行動去制止砸商店的，很可能就沒有『4.26』社論”。
四二六社论后，在长沙高校也出现了反驳《人民日报》社论的大字报，稱其「謊話連篇」，並認為學生行為「不是政治鬥爭,而是要求民主」。有人指“从此以后组织者十分小心，不要给当局以镇压的口实”。湖南高校的学生继续张贴大小字报呼吁成立组织，制订行动纲领。有的要进行募捐，准备到各地大学进行串联。
4月27日，中南工业大学、湖南大学、湖南师大等校逾2000名学生上街游行，加上圍觀者和參與的群衆共有上万人。下午游行队伍到达省政府门前，呼喊“耀国兴邦”、“声援北大”、“民主万岁”、“打倒官僚”、“要民生、要自由”、“反对独裁、反对暴力”等口号，打着“科学民主、兴邦正国”的横幅。下午三时有一千余名学生冲进省政府院内，要求与省长对话。有学生们用石头打碎了办公楼33块玻璃，还砸烂了一些门窗。经谈判疏导后，游行学生于晚7时离开现场回校。由於對4月29日北京學生與袁木對話的不滿，示威活动持續进行。許多高校出現大字報和標語呼籲五四全國大遊行。一些高校发现亦有北京学生来串联。一名北大学生在湖南医科大学介绍北京学运情况，校保卫处当即制止。这名学生指与他同车到达长沙的北京学生有37人，分住在湖南大学、中南工业大学、湖南师大等校。

## 5月
5月1日，长沙各高校正式成立「湖南高校學生自治聯合會」，反对四二六社论的“动乱定性”。5月3日，學生繼續舉行游行。长沙高校出现了呼吁学生五四上街游行的大字报和传单。在游行前，由数所主要高校湖南大学、湖南师范大学、中南工业大学、长沙铁道学院、长沙交通学院、长沙水电师院、湖南财经学院等的数十名活跃分子组成了一个松散的“五四联合行动委员会”。 
到5月4日，中南工大学生范曾和湖南师大学生唐柏桥等人参与组织了示威，響應當天全國的五四大游行。长沙大约有湖南師大、湖南大學、湖南財經學院、湖南醫科大學等十余所高校6,000名学生示威，进行流动性演讲，向人们分发傳單，尋求农民、工人和企业家的支持。口號和橫幅包括有「拯救農業危機」、「抑制通貨膨脹」、「擁護黨的改革開放」、「維護憲法尊嚴」、「反對貪汙,懲治官倒」、「新聞自由」、「民主萬歲,自由萬歲」、「支持北京學生的正義行動」、「鄧小平語錄:老的不下去,新的上不來」等，也有人要求收回四二六社論。遊行中沿途有民眾放鞭炮、送茶水表示支持。民运人士张京生在湖南大学东方红广场和烈士公园等地，向游行队伍发表演说，为魏京生辩护，并指“为了参加这次活动，我不怕坐牢”。中南工业大学大门当天上午被校方锁上，因此绝大部分学生无法走出校门参与。游行队伍曾停留在省政府门前，部份学生及市民发表演讲，后又前往烈士公园集会演讲。部分学生领袖被事前软禁或在游行中被拉走，或以党委“做工作”为名义带往党委办公室交谈。郝明钊、唐柏桥等人共同起草《告同胞书》，游行集会结束后，由十余所参与游行集会活动的高校代表在烈士公园举行了联合会议，成立了湖南高校联合行动委员会，唐被推为临时召集人，确立了学生运动的协调机构。 
同一天，由工人周勇、张旭东和刚被释放的李枧等人发起成立了「長沙工人自治聯合會」，与高自联合作，组织工人支持声援学生，协助学生的后勤工作，并要求与湖南省政府领导人进行对话。長沙工自联名譽會長為彭玉章，會長為李枧，副會長為周敏。“工自联”常委还包括从文革后就参与民主运动的潘明栋，负责保卫工作，以及何朝辉、王长怀、张京生和柳毅等人。张京生在湖南长沙“五四”游行集会上发表演讲后遭到了逮捕，又在13日获得释放。 
5月12日，湖南省政府秘书长沈瑞庭代表省政府与学生和工人代表举行了第一次对话。抗议者代表包括唐柏桥、张亮、张旭东、李枧、何朝晖等七人。他们向政府提出了七条要求和主张，政府未作答复。因此第二天（5月13日）更多学生参加绝食行列，很多支持者纷纷看望学生，为学生送水送物，并期待政府改变态度。有人打出“同学们工人支持你们”的标语。据当时在湖南医学院任教的美国人回忆，“全国各地的人们都站了起来，大声疾呼。他们要求自由和保障基本人权”“很多市民手持相机拍摄学生的游行示威，甚至用磁带录下抗议者的演讲”。
5月15日，湖南省主管财经的副省长杨汇泉被人检举，在湖南省人大代表会议期间被罢免，为中共建国以来首宗副省级干部遭人大表决罢免案。这一消息鼓动了湖南示威者，长沙高自联有人赶往与会人大代表下榻的宾馆，游说人大代表联名为岳阳市常委副市长殷正高事件“讨还公道”，并得到了部份人大代表的响应联名。
5月17日，湖南大学、湖南师大、中南工业大学等20多所高校1万余人上街游行声援北京绝食学生，并有静坐和绝食的迹象。湖南日报、湖南人民出版社等单位部分人员参加游行。部分学生冲进了湖南省委办公楼。“湖南日报声援团”在省委办公楼前宣读《呼吁书》，要求承认学生运动是爱国民主运动，承认高校学生自治会，保障新闻、出版自由。其中湖南中医药大学学生身穿白衣大褂，有1500名，占了全部人数的一半。当晚新闻联播节目后，又有一万余名学生上街游行。
5月18日凌晨4时，湖南省委书记熊清泉、省长陈邦柱其他有关部门的领导人到湖南省政府大院看望20所学校的学生代表，并与他们进行对话。当天，长沙继续有大量学生示威声援北京学生，包括教師和社會各界人士在内有上萬人。此后前往北京制造著名毛像污损案的鲁德成、喻东岳和余志坚也有份参加。但由於覺得示威學生的口號過於空泛，使得余志堅提議3人自行擬定口號，之後他們以「結束一黨專政，實現民主制度」作為橫幅文字、而在紙上寫下「恢復真正共和政體，打倒官僚統治」和「還政於民、還權於民、還自由於民。把封建制度送進歷史的垃圾堆！」等標語，之後3人署名為「湖南聲援團瀏陽分團」参与。
5月19日，有2至3万名來自高中和大學的學生參與遊行。在參與绝食抗議的300名学生中，有26名學生在中午昏倒，据报道，一名学生试图用头撞墙自杀。当天，湖南大学学生会发表公开宣言支持北京学生，表达对推动中国政治改革和民主建设的支持。宣言称“這是我們全體學生義不容辭的歷史使命,是未來中國的需要,是我們爲振興中華,拯救中華「九死而不悔」的偉大愛國精神的體現”，并提出四项具体要求：
第一、要求省委省政府立即敦請中央進行最高級會晤。
第二、我們的罷課直到北京的學生安安全全回校為止。
第三、要求中央正確評價這次學生運動。

第四、對我國改革過程中的重大失誤,要追究有關領導人的責任。
5月20日，中共中央和国务院宣布北京实行戒严後，激起抗议者更激烈的反对。凌晨，11所高校的4000多名学生游行到市政府，呼喊“反对独裁”、“反对法西斯”、“打倒李鹏”等口号。長沙主要街道交通完全堵塞，有的示威者准备冲击湖南省广播室。湖南省政府需要抽调力量加强防范。长沙的大型企业长沙汽车电器厂、浦沅工程机械厂、长沙毛纺厂、第二编织厂和长沙警察学校、长沙炮兵学校、长沙政治军官学院、新闻单位以及省政府部分工作人员均有人参与或围观游行示威。长沙作家协会的诗人谭力，为绝食学生签名义卖自己的诗集，发起募捐，并不断进行演讲。
对于北京戒严的消息长沙高自联和工自联协商，“为了更有效地将斗争进行下去”，决定组建“联合行动执行常务委员会”。学生们集中在中南工业大学礼堂进行了选举，被选的学生和工人各自发表演讲。“联委”名单最后为：范曾任会长，唐柏桥任宣传部长，赫明朝任联络部长，岳维鹏任财务部长，加上卢四清、周敏共七人。“联委”指导和协调全省行动。为便於工作，办公室设在湖南师大，配备专车，通讯工具和证件、代号，发布纲领和组织纪律，并决定停止绝食，改为静坐。
5月21日，高校和社会其他各界共约10万人上街游行，反对北京戒严，声援北京学生。长沙水利师范学院有60多名学生在湖南省政府门前绝食。有人打“反对独裁”，“反对警察”，“李鹏下台，小平滚蛋”等标语。还有人散发了各种的传单，谣传一些省市已宣布不承认李鹏政府，邓小平离京、北京有学生死亡等。5月22日，有數千學生與示威者上街。其中100多名学生到湖南省政府请愿，有人在省政府大院靜坐。省政府领导不予理睬，于是学生开始拦截火车卧轨。中午，湖南师范学院、长沙铁道学院、湖南大学、解放军第二航空学院近两百名游行学生奏着中國国歌，呼喊口号，冲破公安在长沙车站大门口设立的防线进入站内，有人在站内靜坐。铁路公安分局领导和警察对学生进行劝说交涉，学生之后停止了冲站台实施卧轨的行为。
5月13日至19日，示威者成立了“湖南高校自治联合行动筹委会”。范中与卢四清先后担任负责人。5月22日，“湖南高自联筹委会”决定改组，并改名“湖南高校自治联合委员会”，简称“高自联”。各校整顿了自己院校的学生自治会，然后再由每个学校派代表参加“高自联”代表大会，从代表中选举产生常委。先后担任过常委的有：长沙铁道学院刘卫，中南工大的范中、郝铭钊、卢四清、张广胜，湖南师大的夏四清、朱剑纹，湖南大学的税力、沈勇和唐柏桥，湖南水电师院岳维鹏，湖南财院李峥，湖南医大胡浩等人。由唐柏桥和范中共同主持全盘工作，范中并兼任省政府门前的静坐指挥部总指挥，并聘请湖南大学教师彭玉彰及湖南师大教师兼博士生郑焱等先后担任顾问。以后高自联架构基本没有上没有再变。
5月23日，有一些学生卧轨拦车，并继续有学生示威。当天，联委的范曾、唐柏桥、赫明朝、岳维鹏、卢四清、周敏和工人代表王长怀等十余人与湖南省委、省政府的主要领导人熊清泉、陈邦柱等十余人继续在湖南省政府办公大楼进行对话。联委提出了十四条要求，并要求进行现场电视直播，省政府官员回答指正在直播。不久有一名学生指没有直播。联委代表们对此表示严重抗议，退出了会场。部分被激怒的学生和工人们冲入省政府，捣毁了一些办公设施，直冲到大楼四楼，混乱中省委、省政府领导人逃走。
长沙联委也在期间加强湖南省内示威组织的横向联系，同时加强与北京示威者方面的联系和沟通。周敏主要与北京柴玲联络、商讨“北上南下”大串连行动，并有周水龙率四十人组团上北京。5月24日，长沙26所高校和十多个工厂、机关、社会团体20000多人上街全市大游行，队伍长达五公里。长沙市个体出租汽车公司司机也多数参与了游行，并共出动四十余辆小轿车为游行开道。
5月26日上午，长沙共有30多个单位2000多人上街游行、静坐。有学生们到工厂、农村进行宣传，鼓动工人、农民参与示威，也有学生将视线转向人大，试图通过人大给政府施加压力，继续有人强行乘车到北京。
5月27日，联委决定第二天全部学生上街游行，然後开展“空校”运动，“学生回家，把宣传工作带到社会各阶层，由城市转向农村”，并且省政府前保留一部分学生继续静坐。次日的游行包括中小学生和退伍军人团，游行队伍大致北至迎宾路，东至袁家岭，西至高校区，呼喊“要民主，争自由”等口号。当日，有示威者进入湖南省政府院内演讲，鼓动学生“要有蒋介石的狡诈，希特勒的狠毒，林彪的阴谋”、“先打倒李鹏…在最大的程度上削弱垂帘听政的势力”，并书写、散发传单，声称“全国解放以后，共产党的领导权已经属于国家政权了，国家权力作为每一个人之最高层次的欲求，它应归全体人民，而不能只是共产党独享的盘中餐，国家权力这盘午餐被共产党独享了四十年，今天人民终于发出了沉闷的吼声”。到5月28日，有數千學生響應當天的全球華人大游行，在市内進行游行。29日，持續有學生舉行遊行、靜坐。

## 6月
6月1日上午，湖南工业大学、师范大学、水电师范学院等高校700多名学生到湖南省政府门前静坐，其中200人绝食。抗议的学生抗议学校复课，“只要有人上课就要绝食”，并实行西方的绝食方法，“不吃主食，吃副食”，并计划“学生轮换到省政府门前静坐绝食100天。要闹得应届毕业生不能毕业，新生无法入学”。学生声称“省政府领导欺骗了学生，学生撤离后没有和学生平等对话”，支持民运的五色盘餐馆“因声援学生被吊销了营业执照”，“四名工人自治会领袖被抓”等。有的人鼓动抗议者冲击省市公安机关去解救被抓的工人自治会领袖，以“制造大的影响”。静坐现场还有一些北京学生在传播“北京最新消息”。当天，长沙汽车电器厂、长沙编织厂、湖南橡胶厂等大厂举行大罢工，青年工人代表张旭东、刘伟走在队伍最前面。  
6月2日，长沙大专院校大部分学生还未复课。在湖南省政府门前静坐的学生有30余名，其中20多人绝食。晚上，平江县有33名复转退伍军人因工作安置等问题加入学生静坐队伍。当晚在湖南大学广场，有湖南大学、工业大学及从北京、上海“空校返乡”的湖南学生约1000名聚会演讲约两小时，鼓动学生继续罢课到6月20日。
6月4日凌晨，省政府前指挥部“联委”成员通过广播得知北京清场的信息，有人冒暴雨前往示威处捐款。大约500名学生听说北京发生的军事镇压行动後，朝火车站进发。很多人“对这个消息感到不安和愤怒”。“联委”当天早上决定召集全部学生返校，成立“敢死队”，并为防止军队威胁，堵住各交通要道，同时掌握了驻军和警力情况。市南端井湾子由铁道学院设置路障，北端涝刀河由医学院负责堵截，东端东屯渡由农校等学校守卫，河西由师大负责。中南工大驻守省政府的指挥部， 并向省政府提出声明，“不得继续倒行逆施，否则，我们将以暴抗暴”。湖南省政府官员则表态省内不会调来一兵一卒。晚上，示威者在长沙车站周围放上花圈哀悼在北京遇难的学生。湖南大学、铁道学院近千名学生冲入长沙火车站，并卧轨拦车，企图进京，造成京广铁路中断。湖南师范大学美术系创作了大型油画。画中，一位女学生对威逼学生的持枪士兵大声哭喊：“弟弟，你不能这样！”。当天，長沙公安和武警抓獲4人，指其“蓄意製造事端、破壞鐵路設施”。
6月5日，20所高校逾2万名学生上街游行，呼喊“讨还血债”、“报仇”等口号，一些学生和市民在主要道路和鐵路平交道上继续设置路障，并控制了主要的十字路口，使得铁路和交通陷入瘫痪或堵塞嚴重。湖南省政府前设立了北京死者灵堂，接受各界民众哀悼。据目击的美国访问人员回忆，长沙抗议者“为自己的城市感到自豪，学生、工人、老百姓，他们冒着巨大的风险去呼吁民主和自由。他们想让世界知道这些”。
6月6日，诗人谭力在省政府前通过广播，谴责当局，号召人民“决不向屠夫低头，决不要後退”，并四处张贴“拿起武器，推翻暴政！”等大幅标语，後被当局判处有期徒刑二年。工自联的张京生撰写、散发了《紧急呼吁书》，交由工自联油印五百份在全市散发，内容包括“北京大屠杀已进入了第四天。镇压北京人民的反动军队仍在源源不断地开进北京。反动军队仍在向手无寸铁的人民开枪。”“中华民族已到了最危急的时候。我们呼吁全市人民紧急动员起来，组织起来，罢工、罢课、罢市！只有这样，才能有效地打击以李鹏为首的反动政府，制止北京的大屠杀，制止全国的大屠杀。”并要“誓与李鹏反动政府血战到底”。当天，公安武警抓獲3名攔截火車的示威者。
6月7日，学生、工人和普通居民继续封锁了长沙市内交通，铁路疏通几小时后又被堵塞。6月8日，街上继续有示威活动。示威者过去两天所设置的路障大都已被清除，但火车运行仍被打乱，无法恢复正点行驶。“联委”组织高校学生和社会各界人士逾万人在火车站广场开追悼会，悼念北京死者。横挂巨幅悼词在车站主体建筑正面，沿墙排放各界敬献的花圈上百只。人群佩戴着黑纱和小白花，敢死队和特纠队的谭明奇等人负责警戒和维持秩序。先由唐柏桥致悼词并发表演讲，其後，周敏和另一名教师，一名市民分别致悼词。很多人流泪，或发言抨击北京部队，有人称“中央电视台播放的《暴乱真相》和袁木讲话全是假的”。这次抗议活动也称六八追悼会，官方称“约三万余名学生，市民参加了追悼会”。而香港的一家媒体曾称有“14万人参加”。
當局統計，從6月4日至9日，由於示威與路障的設置，長沙的公路交通幾乎癱瘓。6月4日至8日，長沙學生與群眾以臥軌及攔截火車方式抗議，導致運輸中斷,損失達六百八十萬元。6月5日長沙七處主要道路遭設置路障, 導致交通癱瘓三天。長沙工自聯組織群衆以堵塞廠門、斷電拉車等方式,造成長沙捲煙廠停工一日,損失百萬元。6月9日，长沙“联委”组织长沙最後一次游行，指挥部和学生们於中午十二时全部撤离省政府。当日夜举行了最後一次会议作善後安排。

## 另見
- 六四事件
- 六四事件中的湖南省
- 1989年中華人民共和國抗議地區列表